# 赫拉弗

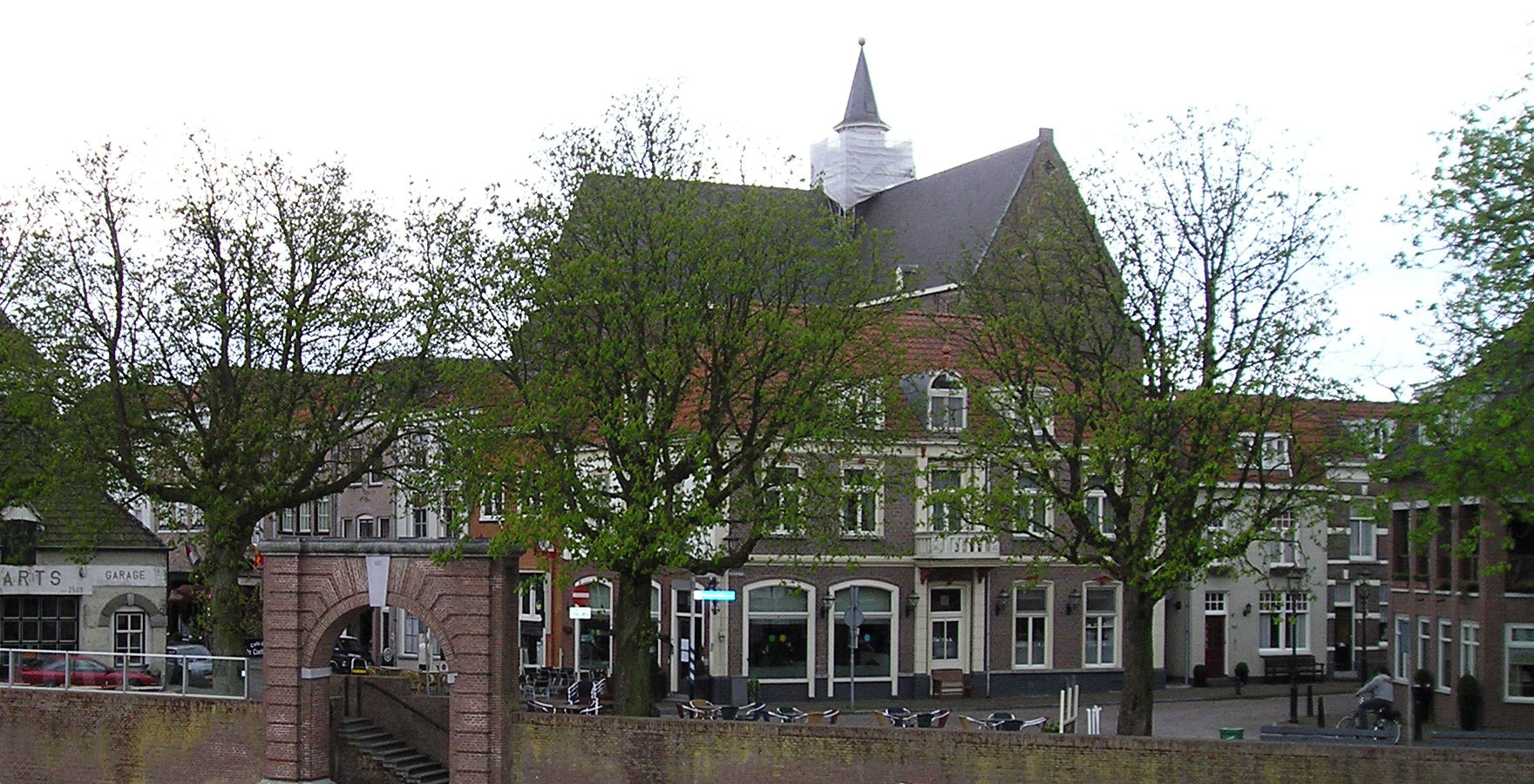

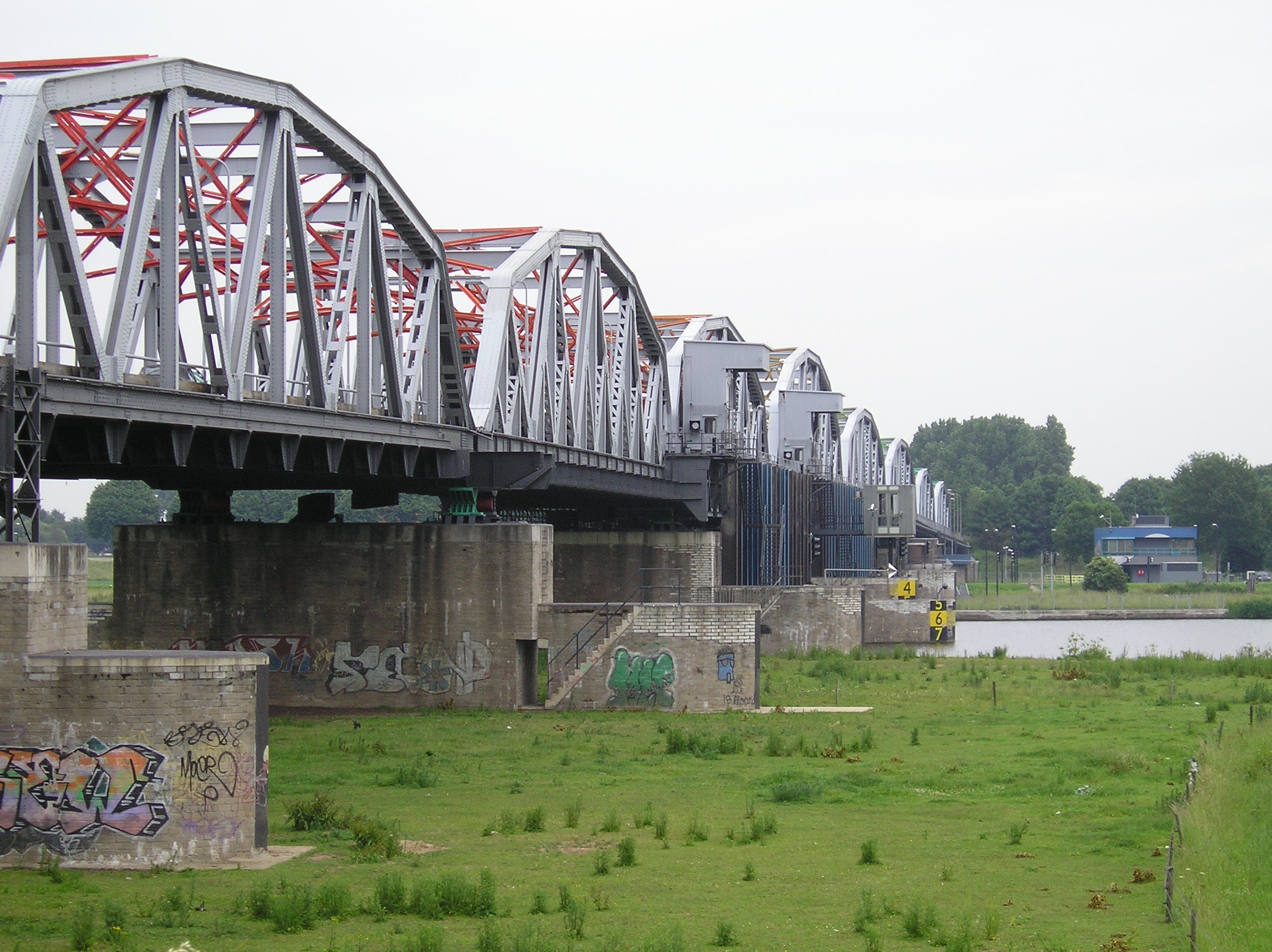

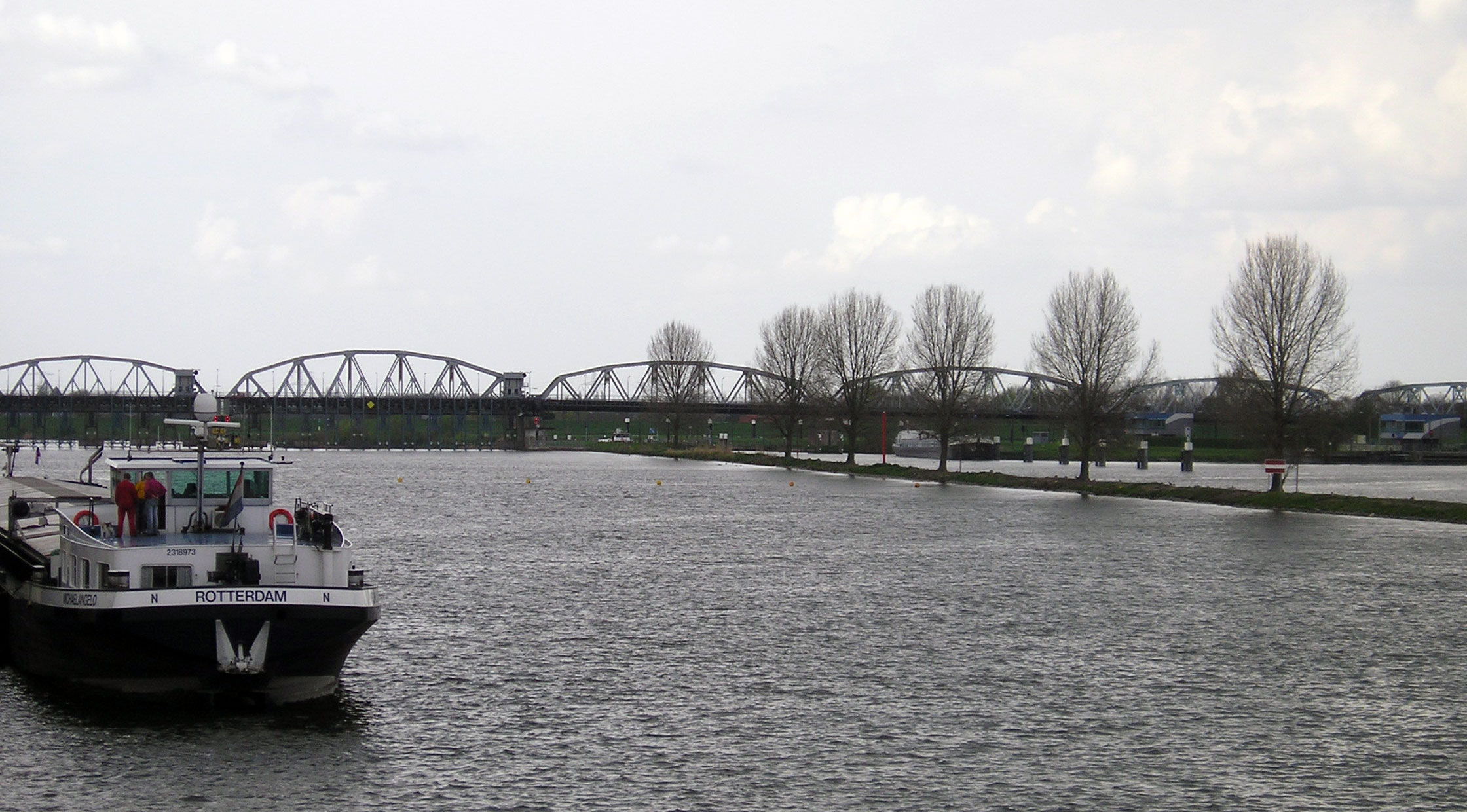

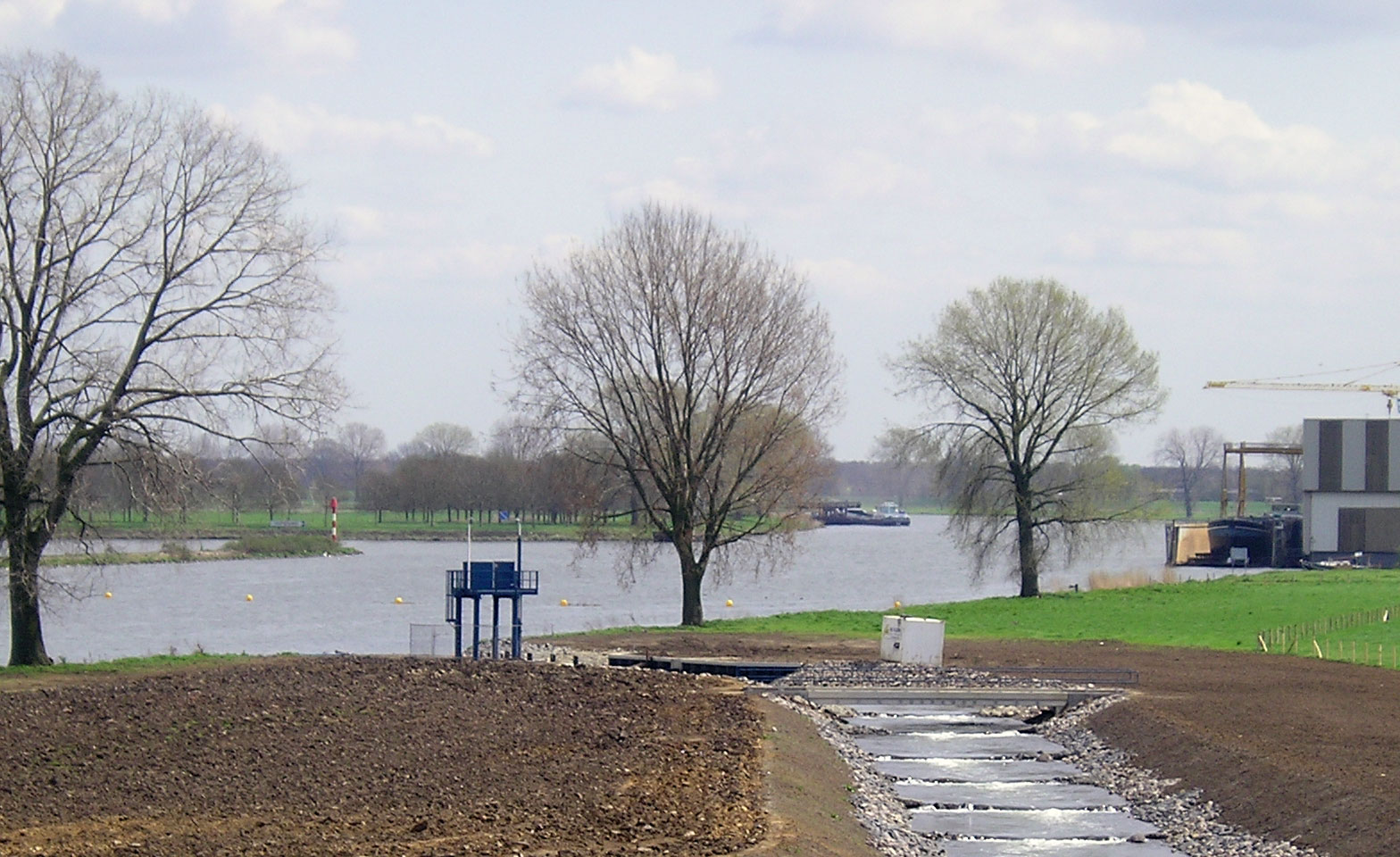

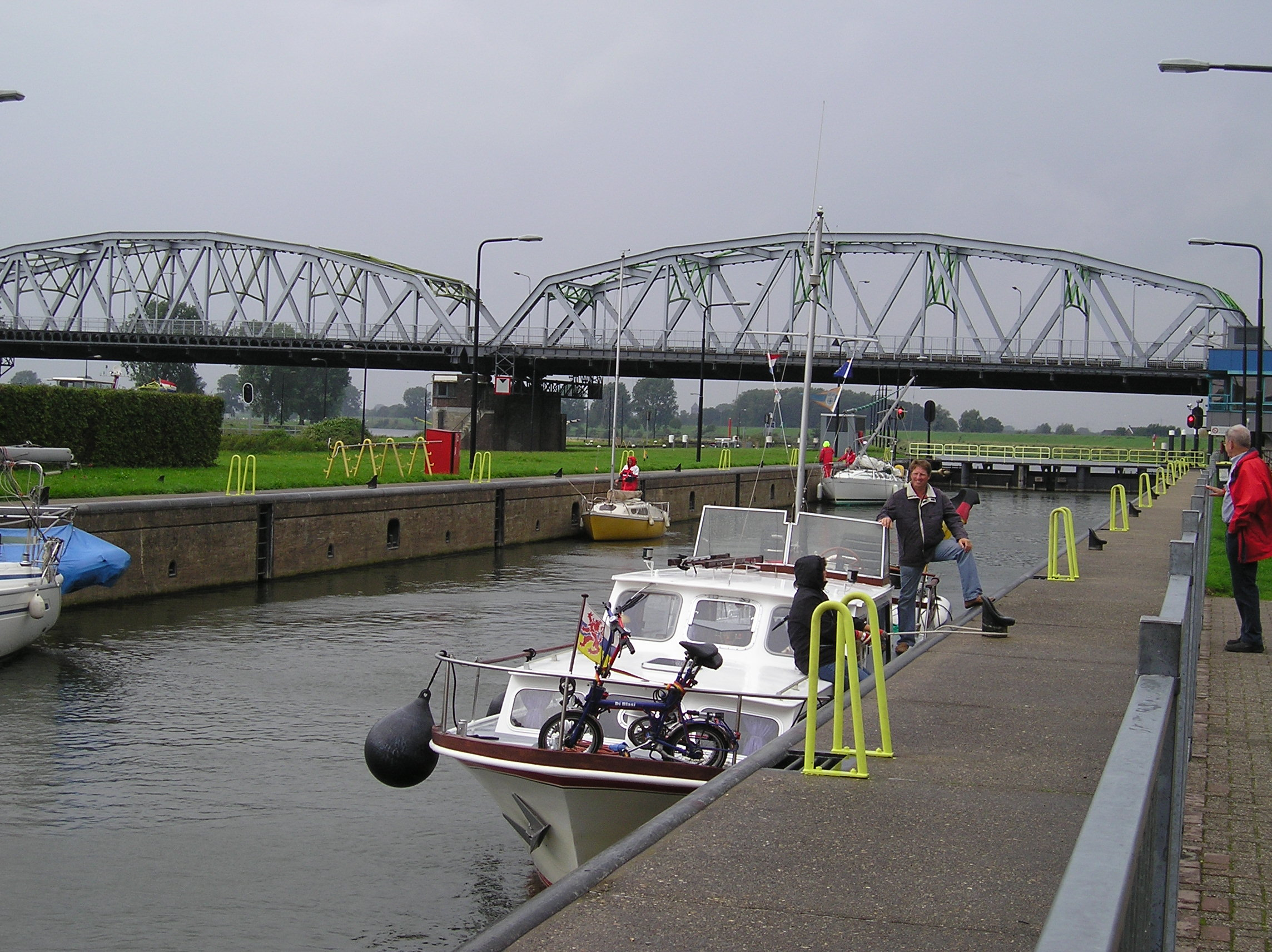

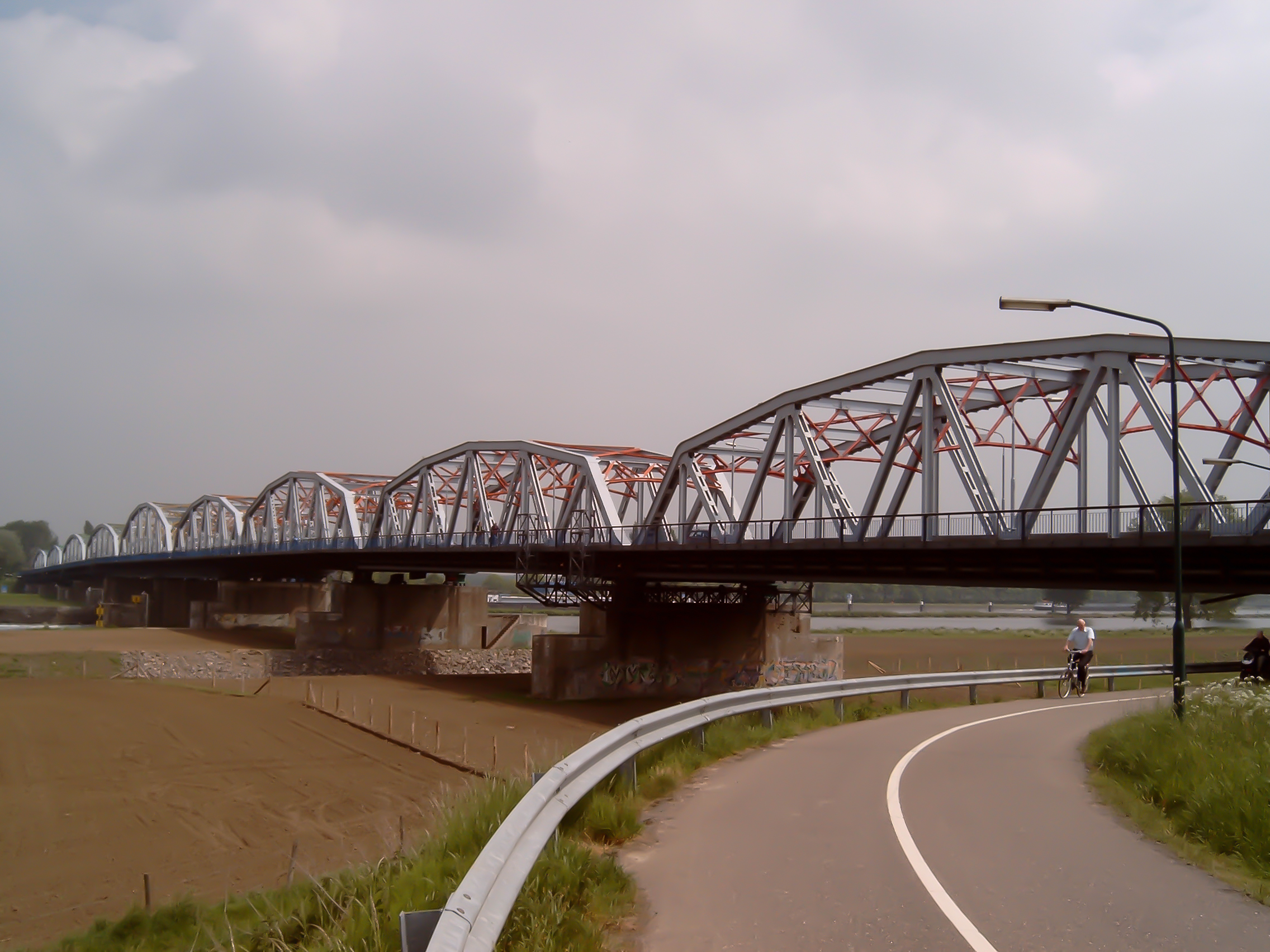

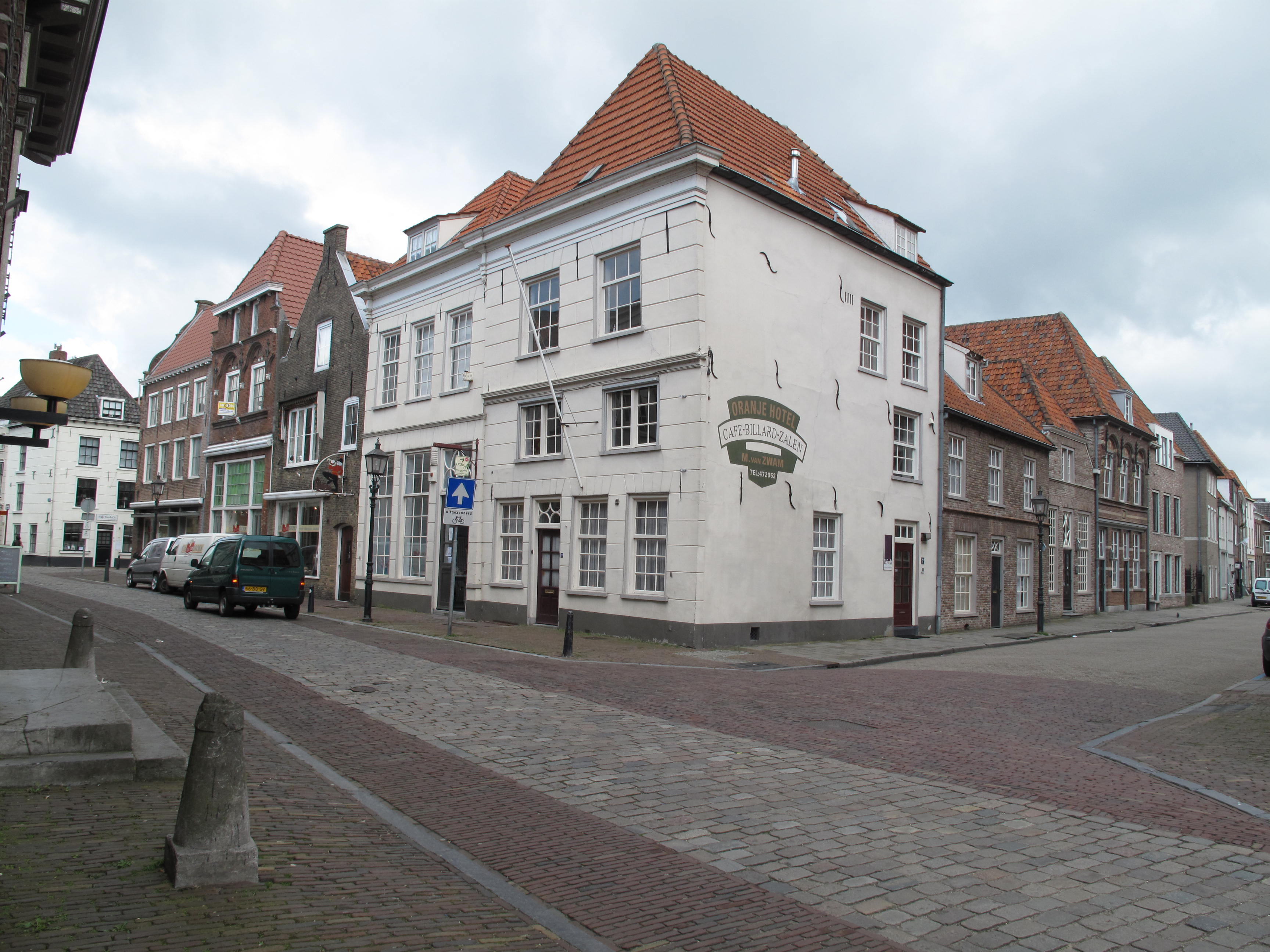

赫拉弗（荷蘭語：Grave，荷蘭語：[ˈɣraːvə] ⓘ）是荷蘭北布拉班特省的一个市镇，面積28.04平方公里，主要經濟活動是製造業和農業，2007年人口12,765，人口密度為每平方公里469人。

## 外部連結
- Official Website （页面存档备份，存于）

1. ↑   [Board]. Gemeente Grave.   [2014-05-28]. （原始内容存档于2014-07-14） （荷兰语）.
2. ↑   [地区关键统计数字]. 荷蘭中央統計局统计数据. 荷蘭中央統計局. 2013-07-02  [2014-03-12] （荷兰语）.
3. ↑  . Actueel Hoogtebestand Nederland. Het Waterschapshuis.   [2014-05-28]. （原始内容存档于2013-09-21） （荷兰语）.
4. ↑   [Population growth; regions per month]. CBS Statline. CBS. 2022年1月1日  [2022年1月2日] （荷兰语）.